# Франсоа Тийсен
Франсоа Тийсен или Франс Тийс (на нидерландски: François Thijssen, Frans Thijsz) е холандски мореплавател, изследовател на Австралия.

## Експедиционна дейност (1626 – 1636)
На 22 май 1626 г. от Холандия за Батавия отплава корабът Gulden Zeepaerdt („Златно морско конче“) с капитан Франсоа Тийсен. На същия кораб за Холандска Източна Индия плава и един от „босовете“ на Холандската Източно-индийска компания Питер Нейтс (Нютс). По време на плаването от нос Добра Надежда корабът е отнесен от западните ветрове далеч на изток и на 26 януари 1627 г. холандците откриват нос Лиуин (115º 05` и.д., най-югозападната точка на Австралия) и над 1500 км от южния бряг на континента на изток от носа до архипелага Нейтс (Нютс, 133º 40` и.д.), в т.ч. о-вите Решерш. Новооткритата земя е наименувана Земя Нейтс. На 10 април 1627 г. корабът пристига в Батавия и още на следващата година откритията извършени от Тийсен и Нейтс са отразени на издадената от холандеца Хесел Геритс карта.
През 1629 – 1630 г. Тийсен се завръща с Gulden Zeepaerdt в Холандия, а през 1636 г. извършва ново плаване до остров Ява.

## Памет
Неговото име носи остров Франсис (32°31′ ю. ш. 133°17′ и. д. / 32.516667° ю. ш. 133.283333° и. д.) в о-вите Нейтс.